# Olly Murs
Oliver Stanley Murs (Essex, 14 de mayo de 1984), más conocido como Olly Murs, es un cantante, compositor, coreógrafo, presentador y modelo británico. Se dio a conocer en 2009 con su participación en la sexta temporada del programa The X Factor, donde quedó en el segundo lugar. Desde muy joven, Murs mostró mayor interés en el fútbol que en la música, pero tras finalizar The X Factor, firmó un contrato con las compañías discográficas Epic Records y Syco Music para posteriormente comenzar a hacer música. Lanzó su primer álbum homónimo en noviembre de 2010, que más tarde alcanzaría las posiciones número dos y once en las principales listas del Reino Unido e Irlanda. El primer sencillo del álbum, «Please Don't Let Me Go», tuvo una buena recepción en su país natal, pues alcanzó el puesto uno y además recibió una nominación a los premios Brit del 2011 en la categoría de mejor sencillo británico.
Su fama se extendió en el 2011 con el lanzamiento de su sencillo «Heart Skips a Beat», que logró el primer lugar en el Reino Unido, Alemania y Suiza, y fue igualmente nominado a los premios Brit. Su segundo álbum, In Case You Didn't Know, lideró el UK Albums Chart y obtuvo tres discos de platino. Aunque «Dance With Me Tonight» no repitió el éxito de «Heart Skips a Beat», sumó otro número uno al cantante en el Reino Unido y un dos en Irlanda. En 2012, lanzó «Troublemaker», que se convirtió en un éxito tras entrar a los diez primeros en el Reino Unido, Suiza, Alemania, Austria, Australia e Irlanda. Su tercer disco, Right Place Right Time, logró el primer y tercer puesto en las principales listas del Reino Unido e Irlanda. Tras un hiato musical en 2013, Murs publicó en 2014 su cuarto álbum, Never Been Better, que supuso otro número uno en su país natal, e incluyó los exitosos sencillos «Wrapped Up» y «Up», ambos top 10 en el Reino Unido e Irlanda.
Entre sus reconocimientos como artista, están un BT Digital Music Award como mejor artista masculino, el cual ganó en el 2011, y un Kid Choice Award como artista masculino británico favorito, que ganó en el 2012. Para finales de agosto de 2013, Olly había vendido 3,9 millones de sencillos y 2,6 millones de álbumes en el Reino Unido, lo que lo convierten en el segundo artista con más ventas salido de The X Factor, solo detrás de Leona Lewis. Entre otras actividades, Murs ha sido dos veces telonero de la boy band One Direction, y una vez de su colega Robbie Williams. También ha participado en diversos eventos caritativas y ha sido modelo de ciertas marcas de ropa.

## Biografía y carrera como cantante

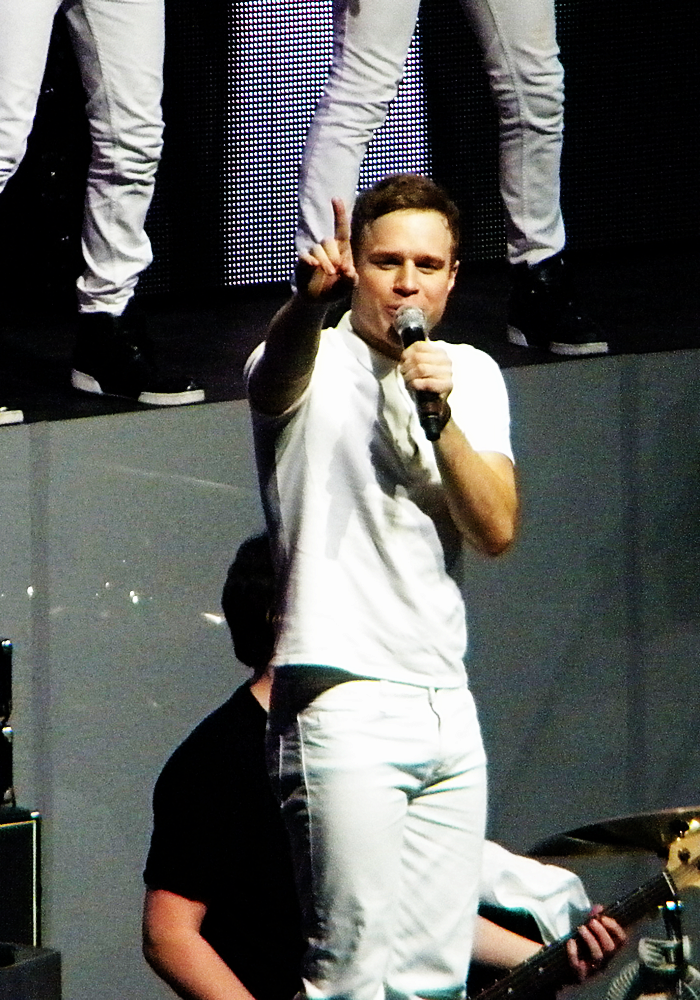
Olly Murs cantando en la gira de The X Factor en marzo de 2010.

### 1984-2009: primeros años yThe X Factor
Olly Murs nació el 14 de mayo de 1984 en Essex, Reino Unido, bajo el nombre de Oliver Stanley Murs, hijo de Vicki-Lynn y Peter Murs. Es de ascendencia letona por parte de su abuelo paterno, quien emigró al Reino Unido en 1948. Es hermano de Fay Murs y gemelo de Ben Murs. Durante su infancia y adolescencia, estudió en la Howbridge Junior School de Witham y la Notley High School de Braintree. Murs en realidad no había mostrado interés por la música, sino que siempre estuvo enfocado en ser futbolista, incluso llegó a la semifinal de un torneo realizado en su escuela.
Su primera aparición en televisión fue en 2007, cuando participó en el programa Deal or No Deal y ganó €100. Luego, en 2009, audicionó para la sexta temporada del programa The X Factor con la canción «Superstition» del cantautor Stevie Wonder y resultó aceptado, pero no ganó la competencia, sino que quedó en segundo lugar. A pesar de esto, el creador del programa, Simon Cowell, ya había anunciado que pagaría un contrato discográfico para Murs luego de que este lo sorprendiera en su dueto con Robbie Williams. Tras haber terminado The X Factor, Williams invitó al cantante a su mansión en Los Ángeles y también a que participara en el evento caritativo Soccer Aid, cuyo equipo ese año era dirigido por él.

### 2010-2011:Olly MursyIn Case You Didn't Know
En febrero de 2010, Murs dio la noticia de que firmaría un contrato discográfico con Epic Records y Syco Records, esta última la discográfica de Simon Cowell. Al respecto, Sonny Takhar, director de Syco, comentó que el equipo estaba encantado con la incorporación de Murs, ya que «como artista, cumple con cada casilla». Durante los meses siguientes, el cantante se concentró únicamente en la elaboración de su disco, donde trabajó con cantantes y compositores como John Shanks, Claude Kelly, Eg White, Roy Stride, Trevor Horn, Wayne Hector, Matty Benbrook, Phil Thornalley, Martin Brammer, Samuel Preston, Mark Taylor y Chris Difford. Así, lanzó su sencillo debut «Please Don't Let Me Go» en agosto de ese año. En sí, no contó con buena recepción mundialmente, pues solo alcanzó el número uno en el Reino Unido, aunque allí superó en ventas debut a «Teenage Dream» de Katy Perry, quien quedó en el segundo puesto.

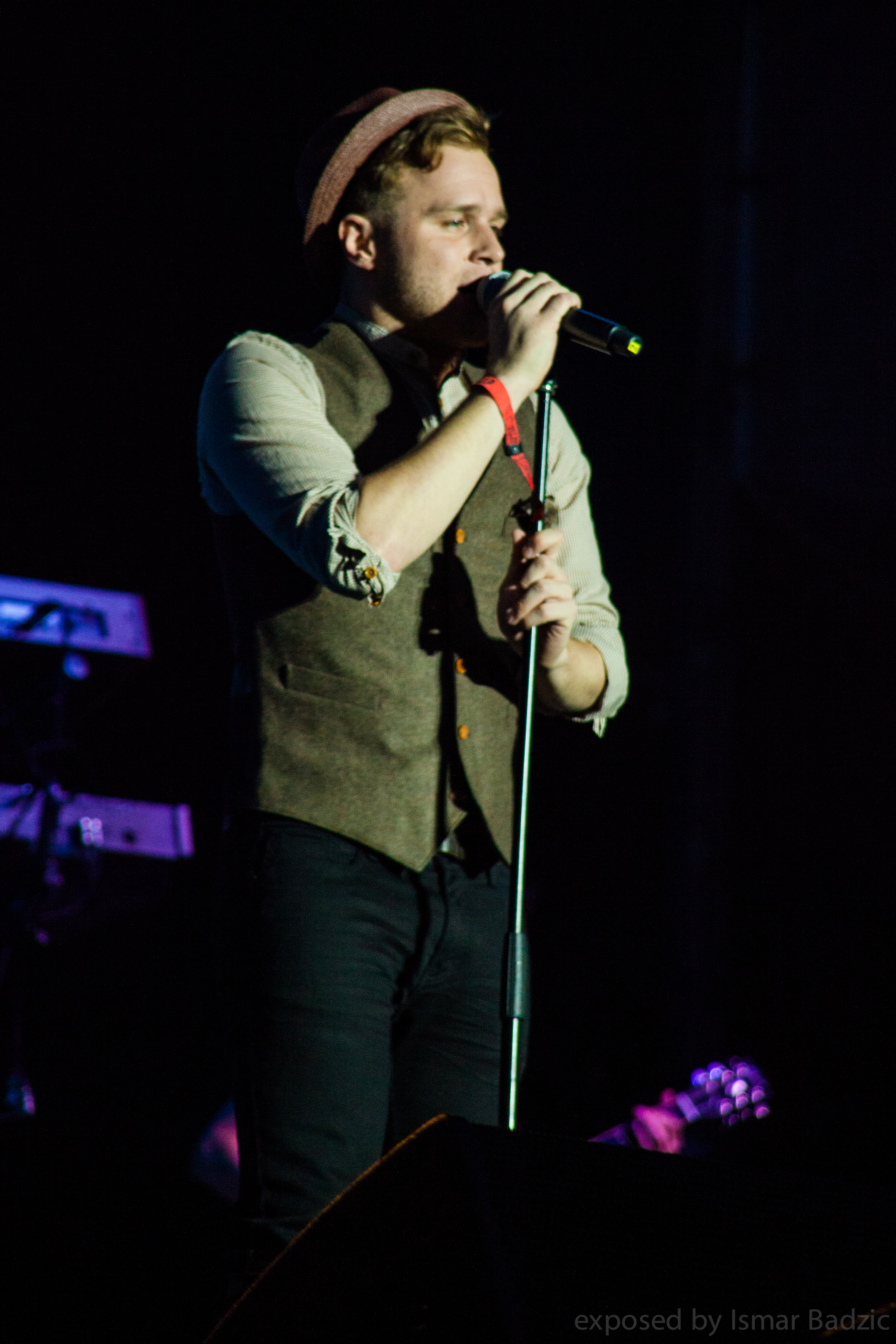
Murs cantando en julio de 2012.

Antes de la publicación semanal del conteo, el cantante había afirmado a la revista británica Heat que si el sencillo debutaba como número uno, se tomaría una foto desnudo de sí mismo para la portada, a pesar de que creyó que no lo lograría debido a que Katy Perry había lanzado «Teenage Dream» el mismo día. Tras el debut, apareció en la portada de septiembre de dicha revista completamente desnudo, salvo por un sombrero que tapaba su entrepierna. En noviembre, publicó su álbum homónimo, que debutó en el número dos del UK Albums Chart y en el once del Irish Albums. Además que recibió dos discos de platino por parte de BPI. Antes de lanzar el disco, Murs había lanzado su segundo sencillo «Thinking of Me», pero este no debutó en el UK Singles Chart sino hasta diciembre de ese año, donde le dio su segundo top cinco en el Reino Unido.
En febrero de 2011, fue la estrella invitada para el programa de comedia británico Remote Control Star. En los premios Brit, recibió la candidatura de mejor sencillo británico por «Please Don't Let Me Go», pero no ganó. Durante los meses siguientes, Murs estuvo viajando por el Reino Unido e Irlanda con su primera gira musical para promocionar su disco. En marzo, lanzó «Heart on My Sleeve», su tercer sencillo, el cual alcanzó el número veinte en el Reino Unido. A mediados de abril, Murs se hizo cargo del segmento de Comedy Dave en el programa The Chris Moyles Show de BBC Radio 1 durante una semana mientras Dave ensayaba para Dancing on Ice. Tiempo después, Murs se volvió junto con Caroline Flack en presentador de The Xtra Factor, trabajo al que asistía cada domingo mientras durase The X Factor. A pesar del bajo éxito de «Heart on My Sleeve», en mayo el cantante decidió lanzar «Busy» como su cuarto sencillo y último de su primer disco, aunque este tampoco tuvo éxito comercial aparente. Posteriormente, el 29 de mayo, presentó su propio Celebrity Club Classics, un segmento de Heart FM donde las celebridades deben responder una serie de preguntas atendidas por ellos mismos.
En julio, el cantante habló sobre su segundo álbum diciendo que estaba construyendo su sonido y agregó que sería más «lleno» que Olly Murs. También reveló que iba a ser «muy diferente» y tendría una sensación «conmovedora», y que su primer sencillo era «Heart Skips a Beat», una canción veraniega. Después, en un vídeo que publicó en YouTube, dijo que la canción contaría con la colaboración del rapero Rizzle Kicks. La pista debutó el 8 de julio en la emisora británica BBC Radio 1 durante el segmento de The Chris Moyles Show. Tras su lanzamiento oficial en agosto, se convirtió rápidamente en un éxito en buena parte de Europa. Además de alcanzar el primer puesto del UK Singles Chart, también dio a Murs su primer sencillo entrante en las listas de Alemania y Suiza, y simultáneamente su primer número uno en ambos territorios. También logró el puesto seis en Austria e Irlanda, y entró a los principales conteos de Australia, Canadá y los Estados Unidos, aunque tuvo posiciones menores. Por sus buenas ventas, la BVMI y la IFPI le otorgaron varios discos de oro y platino. El 19 de septiembre, anunció que su segundo disco se llamaría In Case You Didn't Know y que tal vez se lanzaría en noviembre. Luego, a finales de mes, ganó el reconocimiento al mejor artista masculino en los BT Digital Music Awards. Después, el 9 de octubre, ganó el premio al mejor álbum británico por Olly Murs en los BBC Radio 1 Teen Awards.

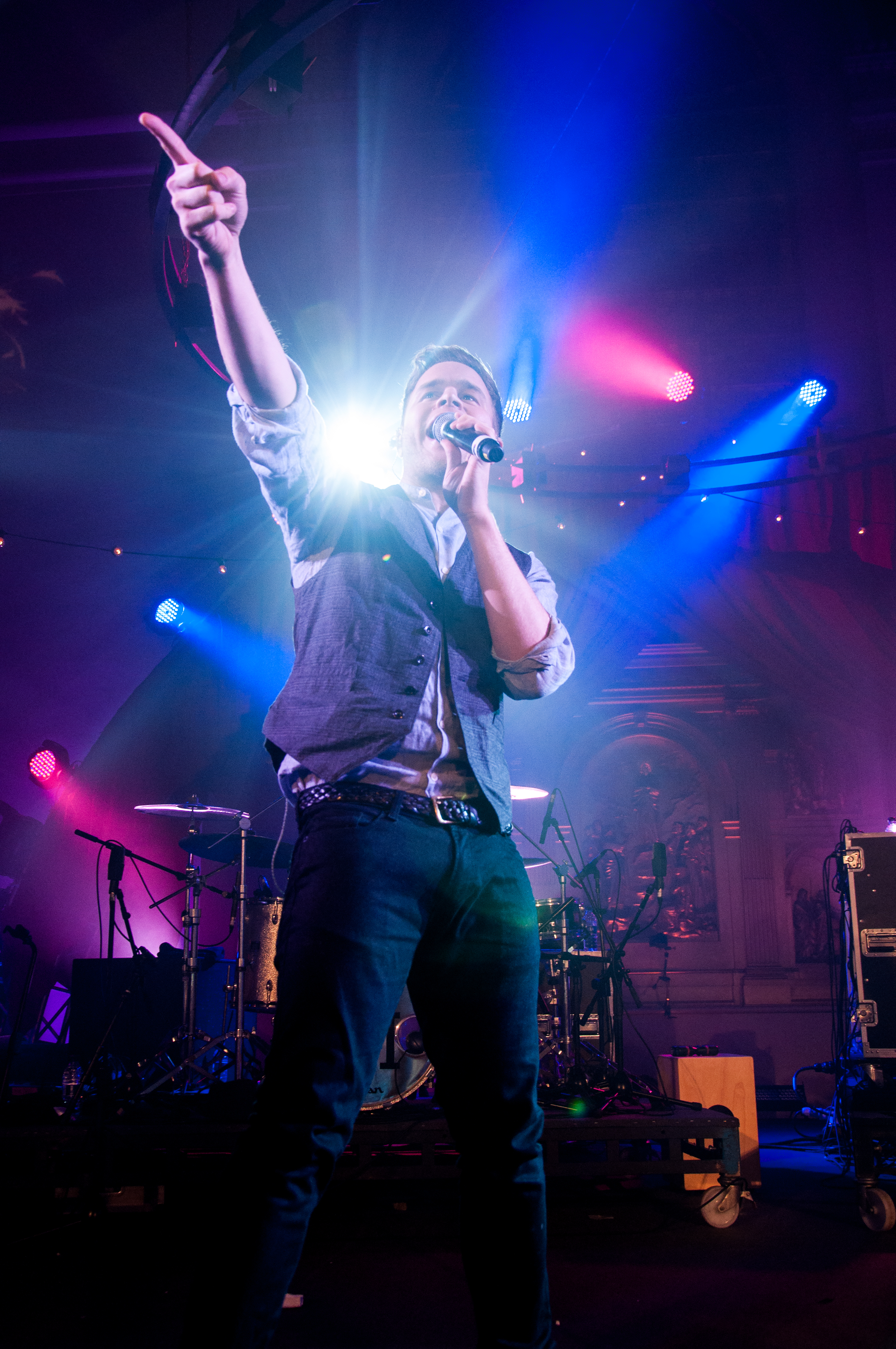
Olly Murs cantando en Little Noise Session el 20 de noviembre de 2012.

Tras el éxito de «Heart Skips a Beat», el cantante lanzó simultáneamente el segundo sencillo «Dance With Me Tonight» junto con el álbum a finales de noviembre. Por otra parte, el 4 de diciembre, cantó en el Jingle Bell Ball, un evento anual realizado en el Reino Unido para presentar numerosos artistas reconocidos en el territorio. El 5 y 6 de ese mes, apareció como artista invitado en los conciertos de Gary Barlow en el Royal Albert Hall, donde cantaron juntos «Shine» de Take That. En la semana del 10 de diciembre, In Case You Didn't Know debutó como número uno en el Reino Unido, quitándole el lugar a Talk That Talk de Rihanna y dándole a Murs su primer disco número uno en el país. A la semana siguiente, «Dance With Me Tonight» logró alcanzar el primer puesto del UK Singles Chart tras haber debutado dos semanas atrás y se convirtió en el tercer sencillo del cantante que lo logra.

### 2012-2013:Right Place Right Timey éxito internacional
El 1 de febrero de 2012, comenzó su segunda gira de conciertos alrededor del Reino Unido, que pasaría por distintas arenas en el mes. El cantante fue nuevamente nominado a los premios Brit en la categoría de mejor sencillo británico, esta vez por «Heart Skips a Beat», pero tampoco ganó. En marzo, confirmó a sus seguidores vía Twitter que estaría trabajando en su tercer álbum de estudio durante abril y todo el verano. El mismo mes, sirvió como modelo para la colección masculina de primavera 2012 de la empresa europea NewYorker. El 1 de abril, recibió el Kid Choice Award al artista masculino británico favorito, único premio al que optaba esa noche. Ese día, también lanzó «Oh My Goodness», tercer y último sencillo de In Case You Didn't Know. A pesar de no contar con una buena recepción comercial, logró el top treinta en Alemania y Austria, mientras que en el Reino Unido e Irlanda el top veinte. El 19 del mismo mes, ITV2 estrenó Olly: Life on Murs, documental del cantante que narra sus anécdotas y su viaje con su segunda gira, realizada un par de meses atrás. A finales de mayo, sirvió como telonero para las fechas norteamericanas de la primera gira de la boy band One Direction, Up All Night Tour. Más tarde, en agosto, impuso su profesión como modelo nuevamente al participar como la cara de la colección masculina de invierno 2012 de la compañía de Robbie Williams, Farrell, tras haber sido invitado por el mismo dueño. Como parte de la campaña publicitaria, crearon además un comercial con temática futbolista.

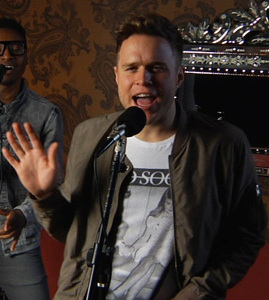
Olly Murs dando una presentación privada en Walmart, en mayo de 2013.

Por la apretada agenda, Murs no lanzó sencillo sino hasta el 8 de octubre de 2012, que «Troublemaker» sonó por primera vez en las radios. En seguida, la canción pudo superar incluso el éxito de «Heart Skips a Beat», ya que alcanzó la posición número uno en el Reino Unido, la dos en Alemania, la tres en Austria e Irlanda, la cuatro en Australia (su mejor posición allí) y la cinco en Nueva Zelanda (su primera entrada en el país). Incluso, logró ingresar a los treinta primeros éxitos semanales en las listas de Canadá y los Estados Unidos. Asimismo, recibió numerosos discos de oro y platino por parte de los organismos certificadores de dichos territorios. También publicó su propio libro autobiográfico titulado Happy Days. Al mes siguiente del lanzamiento de «Troublemaker», se dio el lanzamiento de Right Place Right Time. Al igual que su predecesor, debutó como número uno en el Reino Unido, aunque en Irlanda solo como número tres. A pesar de esto, recibió discos de platino en ambos territorios. Luego, en enero de 2013, Murs publicó «Army of Two», su noveno sencillo y segundo de Right Place Right Time, el cual logró el top veinte en Australia, Irlanda, Nueva Zelanda y el Reino Unido.
En febrero, comenzó el Right Place Right Time Tour, primera gira mundial y tercera en general, la cual terminó su primera etapa a inicios de abril. En la primera pausa de la gira, el cantante decidió renunciar de su trabajo como presentador de The Xtra Factor. Al respecto, declaró que estaba «destruido», ya que fue de gran importancia para su vida durante los dos años que trabajó allí, pero que aun así fue una gran presión y necesitaba un descanso para posteriormente enfocarse firmemente en su carrera como artista. Durante los días siguientes, continuó con la gira y empezó a promocionarse en Norteamérica realizando actividades como la firma de autógrafos luego de que Right Place Right Time se lanzase en el territorio. El canal VH1 ayudó seleccionándolo como el artista You Outta Know, un programa hecho para impulsar a los artistas nuevos similar a MTV Push, donde anteriormente habían sido seleccionados exitosas revelaciones en los Estados Unidos como Adele y Gotye. En esta ocasión, a Murs le tocó ocupar el mes de febrero. Con ello, logró alcanzar la posición diecisiete en la lista Canadian Albums y diecinueve en la Billboard 200. Tras esto, finalizó la etapa norteamericana del Right Place Right Time Tour.
El 24 de mayo, lanzó su décimo sencillo «Dear Darlin'» a través de Amazon.com. Este alcanzó la primera posición en Austria y los cinco primeros en Alemania, Australia, el Reino Unido y Suiza. Por otra parte, Murs fue telonero de la gira Take the Crown Stadium Tour de Robbie Williams, la cual inició el 14 de junio y terminó el 25 de agosto. Mientras viajaba con Williams, el cantante realizaba en algún momento conciertos de su gira por Europa, como parte de la tercera etapa. Más tarde lanzaría «Right Place Right Time» como cuarto sencillo de su disco, pero este fracasó en el mercado. A finales de septiembre, el cantante ayudó a Gary Barlow a elegir a los próximos concursantes de The X Factor. Dado el gran éxito que tuvo el álbum y la mayoría de sus sencillos, además del reconocimiento internacional de Murs, este decidió relanzar Right Place Right Time en una edición especial que cuenta con siete temas adicionales y un DVD de su concierto grabado en The O2 Arena. Su lanzamiento mundial se dio el 25 de noviembre, y su primer sencillo es una nueva versión «Hand On Heart» en solitario y una versión a dúo con la cantante Edurne. El 2 y 3 de noviembre, Murs fue nuevamente telonero de la boy band One Direction, esta vez para dos conciertos en Japón de su Take Me Home Tour. Tras presentarse en el Jingle Bell Ball el 9 de diciembre, Murs concedió una entrevista a Digital Spy, donde habló acerca de su cuarto álbum. Explicó que su equipo y él buscaban superar el éxito obtenido por Right Place Right Time. Concretamente, dijo:

«Haré a [mi siguiente álbum] un poco más América, pero nada tan drástico. Serán los mismos chicos con los que he estado trabajando en mis últimos tres discos [...] Como artista estoy progresando, aunque los compositores y productores con los que estoy trabajando son los mismos. Tenemos que ser inteligentes en este nuevo trabajo y salir con algo aún mejor. He tenido algunos grandes éxitos, pero quiero otro éxito aún más grande [...] Quiero ganar BRITs, quiero hacerlo mejor y quiero que mis álbumes sean más fuertes. Siempre quieres vencerte a ti mismo».

### 2014-2017:Never Been Bettery24 Hrs

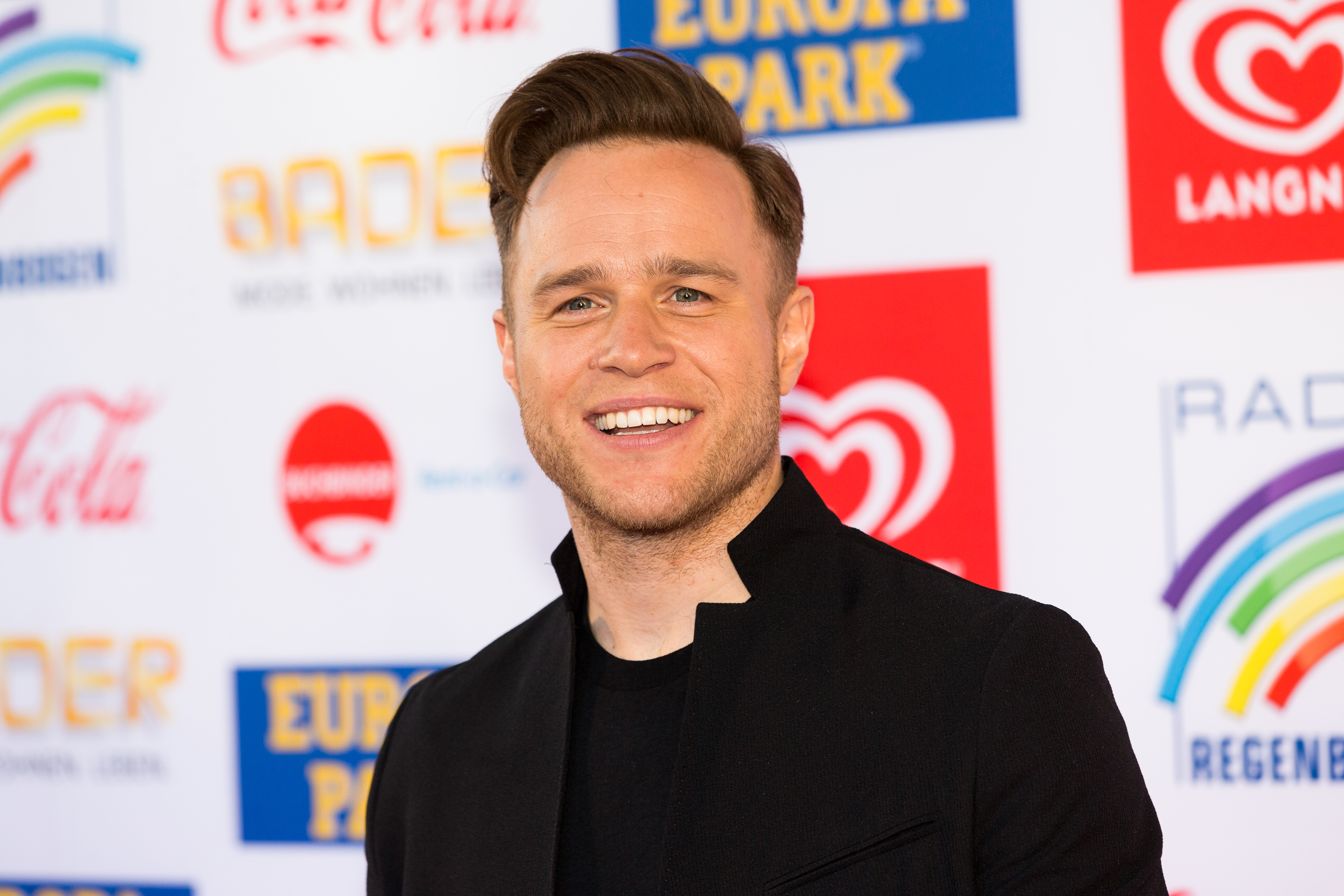
Murs en el Europa-Park en abril de 2017.

En octubre de 2014, Murs publicó su sencillo «Wrapped Up», que ingresó a los veinte primeros éxitos semanales en los listados de Alemania, Australia, Irlanda, el Reino Unido y Suiza. Un mes más tarde, estrenó su cuarto álbum, Never Been Better, que supuso su tercer número uno en el UK Albums Chart, además de haber obtenido tres discos de platino por vender más de 900 mil unidades en el Reino Unido. Un par de semanas después, se lanzó el segundo sencillo del álbum, «Up», una colaboración junto a Demi Lovato que también tuvo buena recepción comercial, tras entrar a los diez primeros en Austria, Irlanda, Nueva Zelanda y el Reino Unido; en este último además, obtuvo un disco de platino por la venta de 600 mil copias. Asimismo, recibió una nominación como mejor sencillo británico, siendo la quinta candidatura de Murs en dicha categoría. Posteriormente, fueron lanzados como sencillos «Seasons» y «Beautiful to Me», pero estos no generaron respuesta comercial alguna. Hacia finales de 2015, Never Been Better fue relanzado en una edición especial, que incluyó el tema «Kiss Me», el cual logró la posición once en el Reino Unido, así como «Stevie Knows», que no tuvo respuesta pública.
A comienzos de 2016, anunció que se encontraba trabajando en su quinto álbum, el cual se tituló 24 Hrs, y que su primer sencillo, «You Don't Know Love» sería lanzado el 8 de julio. El tema alcanzó el puesto quince en el Reino Unido y la certificación de oro por 400 mil unidades. Por otra parte, 24 Hrs debutó en el número 1 del UK Albums Chart, siendo el cuarto álbum consecutivo de Murs en llegar a la cima del conteo. También fue el duodécimo álbum más exitoso del 2016 en el país. Para promocionar el disco, el artista se embarcó en su 24 Hrs Tour, el cual inició el 3 de marzo de 2017 y culminó el 27 de agosto del mismo año. Con ello se convertiría en su gira más exitosa.

### 2018-presente:You Know I Knowy proyectos futuros
El 28 de septiembre de 2018, Murs lanzó el tema «Moves» junto a Snoop Dogg como primer sencillo de lo que sería su siguiente álbum. Sin embargo, la canción no tuvo una buena respuesta comercial, ni siquiera en el Reino Unido. Más tarde, el 9 de noviembre de 2018, Murs publicó su sexto álbum de estudio, You Know I Know, el cual se lanzó como un álbum doble el cual también incluiría una recopilación de sus mayores éxitos. El álbum alcanzó la segunda posición en el UK Albums Chart, siendo su primer trabajo en no alcanzar la cima desde su debut Olly Murs (2010). No obstante, se convirtió en el vigésimo octavo disco más exitoso del 2018 en el Reino Unido con apenas un mes de lanzamiento, y además recibió la certificación de platino por 300 mil unidades vendidas.

## Interés como futbolista
En su juventud, Murs mostraba mucho interés por el fútbol. En un torneo realizado por su colegio, su equipo llegó a las semifinales. Participó en el evento caritativo Soccer Aid de 2010, donde formó parte del equipo de Inglaterra después de que Robbie Williams lo invitara tras finalizar The X Factor. El equipo quedó subcampeón tras ser derrotado por el equipo de Rest of the World al quedar 6-7 en penaltis. En noviembre de 2011, lanzó su primer DVD titulado 7 Deadly Sins of Football. En 2012, se unió nuevamente al equipo de Inglaterra y se enfrentaron otra vez al Rest of the World, esta vez resultando campeones por 3-1. Tiempo después de finalizar el Soccer Aid de 2012, Murs publicó una versión alterna del videoclip de su canción «Heart Skips a Beat» donde compite en un partido amistoso contra cinco chicas estando él solo, donde al final es derrotado por un gol quedando 2-3. También ha aparecido en repetidas ocasiones en el programa radial talkSPORT dando su opinión acerca de los partidos. Igualmente, fue nombrado uno de los embajadores de La Asociación de Fútbol de Inglaterra en la conmemoración de sus 150 años.

## Filantropía
Además de ser cantante y futbolista, Murs es un filántropo que ha donado grandes sumas de dinero a organizaciones benéficas, así como también ha participado en distintos eventos. Participó en el 2010 en el Soccer Aid, un evento de caridad realizado por UNICEF. En febrero de 2011, ayudó a Comic Relief a recaudar ganancias para el Red Nose Day realizando un reto que consistía en recorrer un desierto de Kenia que consta de 100km y donde la temperatura alcanza los 40°C. El 2 de abril, ganó £10 000 en el programa Who Wants to Be Millionaire? que luego fueron donados a la caridad. En Navidad, Murs recibió £15 000 luego de haber sido elegido para encender las luces navideñas de Paisley. Dicho dinero fue utilizado para mejorar la seguridad del lugar. En abril de 2012, reapareció en el programa Deal or No Deal y ganó £5000 que luego donó a la organización Brainwave, que se encarga de atender a niños con problemas en el cerebro. El mismo mes, también participó nuevamente en el Soccer Aid. En octubre, Murs se convirtió en embajador de Rays of Sunshine, una organización fundada en 2003 que trata a niños y adolescentes con enfermedades graves cuyas edades van desde los 3 a los 18 años.

## Vida personal
Desde que nació hasta que cumplió 27 años, Murs vivió en Essex con sus padres. Luego, a finales de octubre de 2011, compró una casa cerca de la zona donde vivía para mudarse. Inicialmente, pretendía irse a vivir en Camden, un municipio de la ciudad de Londres. Sin embargo, comentó al diario The Sun que se dio cuenta de que echaría de menos a sus padres, y que su madre en particular no quería estar lejos de él. Describió su casa como un buen lugar ya que estaba cerca de sus padres en un lugar tranquilo y al mismo tiempo de Londres, donde podría ir a cenar de vez en cuando. También añadió que su nuevo hogar resultó bastante económico considerando las cosas que traía, un buen tamaño y un jardín. Cerró diciendo: «En Londres yo solo sería capaz de conseguir un apartamento de un dormitorio por el mismo precio [de mi actual casa]».

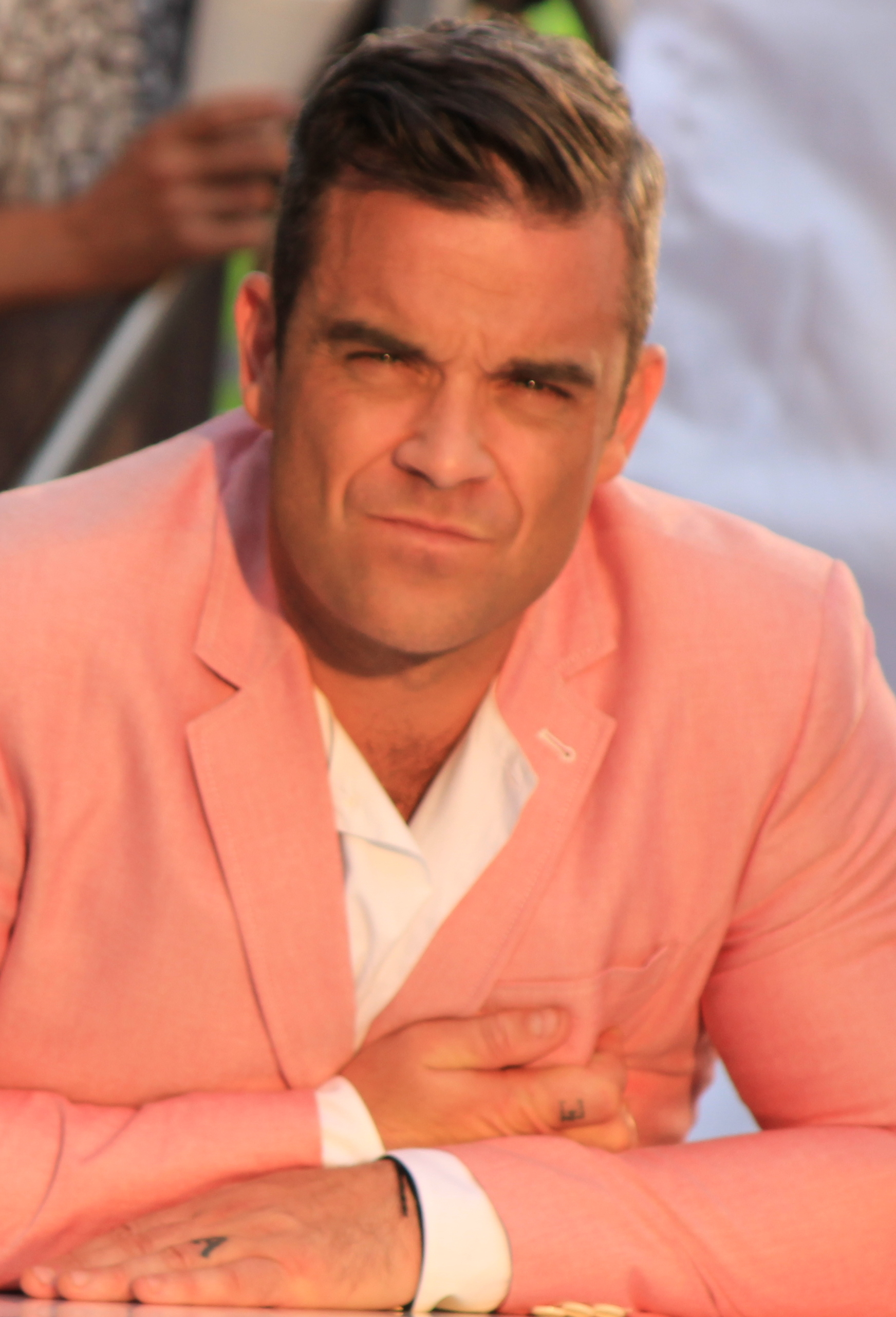
El cantante británico Robbie Williams, amigo cercano de Murs desde 2009.

Por otra parte, Murs ha mostrado ser un amigo cercano del cantante Robbie Williams y la presentadora Caroline Flack, a quienes conoció gracias a su participación como concursante y presentador de The X Factor. Inclusive, en 2012 surgieron rumores de que Flack y Murs se encontraban saliendo, pero ambos los desmintieron y aseguraron que solo eran amigos. Aunque, Murs reveló a la estación de radio Capital FM que le hubiese gustado salir con ella. En cuanto a Robbie Williams, ha invitado a Murs en dos ocasiones a participar en el Soccer Aid, y ambas peticiones fueron aceptadas. Además, le pidió ser telonero en su gira Take the Crown Stadium Tour y bromeó en ciertas ocasiones diciendo que estaría dispuesto a tener relaciones sexuales en público con él con tal de que la gira fuese un éxito. También ha demostrado ser muy cercano a los integrantes de JLS, pues les pidió consejos para su aparición en la portada de Heat, así como también quiso invitarlos a su fiesta de inauguración de su nueva casa. Igualmente, tiene una relación cercana con el cantante canadiense Michael Bublé y el miembro irlandés de One Direction, Niall Horan.
Referente a su vida íntima, ha habido rumores de que Murs es homosexual o bisexual debido a que es algo afeminado y «es un niño de mamá», según algunas personas. En febrero de 2010, apareció en la portada de la revista británica Gay Times enseñando parte de su pecho. Allí declaró que tenía «un pequeño secreto gay», el cual es que jugaba constantemente al «gay chicken» con Danyl Johnson, semifinalista de la temporada de The X Factor donde Murs participó. El juego consiste en inclinarse hacia una persona para simular un beso y ver si la otra persona se inclina también. Sobre ello, dijo que cuando se inclinó para jugar, Johnson sí cerró los ojos para besarlo, aunque no dio más detalles. Comentó también que se considera una persona de «mente abierta» y que no juzga. Sin embargo, en una entrevista con Star Observer, una revista LGBT de Australia, comentó que:

«Soy un hombre heterosexual y salgo con mujeres, pero me llevo bien con los chicos gais. Estoy muy cómodo con mi sexualidad. La cosa más extraña para mí es cuando los hombres heterosexuales se asustan por los gais. Es casi como si fueran inseguros en su propia sexualidad. Para mí, puedo estar en una habitación llena de hombres gais y aun así divertirme».

A pesar de las declaraciones, los rumores volvieron luego de que Murs y el presentador Keith Lemon se besaran en el programa Celebrity Juice como parte de un reto. Aunque, semanas antes había pedido a Nicole Scherzinger salir con él, pero ella lo rechazó tras asegurar que su novio se encontraba detrás de escena. En cuanto a otros datos personales, Murs ha dicho que no sabe nadar y no se considera una persona tímida en el ámbito amoroso. Desde finales de 2012 mantiene una relación con Francesca Thomas, de la cual se conoce muy poco. Cuando se le preguntó sobre el tema, respondió que no buscaba dar muchos detalles al respecto, y que prefería mantener la relación en privado. Añadió que no busca ser el tipo de celebridad que tienen varias parejas y matrimonios. Después, cuando se le preguntó acerca de si quería tener hijos o no, respondió: «No es algo que estoy buscando en este momento, pero en realidad no puedo esperar para tener hijos. La mayoría de los chicos, en algún momento, tienen el sueño de casarse y tener un bebé entre sus brazos».

## Discografía
| Álbumes de estudio - 2010: Olly Murs - 2011: In Case You Didn't Know - 2012: Right Place Right Time - 2014: Never Been Better - 2016: 24 Hrs - 2018: You Know I Know |

## Giras

### Como artista principal
- Theatre Tour (2011)
- In Case You Didn't Know Tour (2012)
- Right Place Right Time Tour (2013)
- Never Been Better Tour (2015)
- 24 Hrs (2017)
- You Know I Know Tour (2019)

### Como acto de apertura
- Up All Night Tour (One Direction)
- Take the Crown Stadium Tour (Robbie Williams)

## Premios y nominaciones
| Año  | Premiación              | Trabajo nominado         | Categoría                            | Resultado | Ref.            |
| ---- | ----------------------- | ------------------------ | ------------------------------------ | --------- | --------------- |
| 2011 | BBC Radio 1 Teen Awards | Olly Murs                | Mejor álbum británico                | Ganador   | [ 41 ]          |
| 2011 | BRIT Awards             | «Please Don't Let Me Go» | Mejor sencillo británico             | Nominado  | [ 4 ]           |
| 2011 | BT Digital Music Awards | Olly Murs                | Mejor artista masculino              | Ganador   | [ 11 ]          |
| 2012 | BRIT Awards             | «Heart Skips a Beat»     | Mejor sencillo británico             | Nominado  | [ 8 ]           |
| 2012 | Kids Choice Awards UK   | Olly Murs                | Artista masculino favorito británico | Ganador   | [ 12 ]          |
| 2013 | BRIT Awards             | «Troublemaker»           | Mejor sencillo británico             | Nominado  | [ 96 ] [ 97 ]   |
| 2013 | BRIT Awards             | Olly Murs                | Mejor artista masculino británico    | Nominado  | [ 96 ] [ 97 ]   |
| 2013 | MTV Europe Music Awards | Olly Murs                | Mejor artista británico/irlandés     | Nominado  | [ 98 ] [ 99 ]   |
| 2013 | BBC Radio 1 Teen Awards | Olly Murs                | Mejor artista británico solista      | Ganador   | [ 100 ] [ 101 ] |
| 2013 | BBC Radio 1 Teen Awards | «Troublemaker»           | Mejor sencillo británico             | Nominado  | [ 100 ] [ 101 ] |
| 2013 | Ivor Novello Awards     | «Dance With Me Tonight»  | Canción más interpretada             | Nominado  | [ 102 ]         |
| 2014 | Ivor Novello Awards     | «Troublemaker»           | Canción más interpretada             | Nominado  | [ 103 ]         |
| 2014 | BRIT Awards             | «Dear Darlin'»           | Mejor sencillo británico             | Nominado  | [ 104 ]         |
| 2015 | Goldene Kamera          | Olly Murs                | Mejor artista internacional          | Ganador   | [ 105 ]         |
| 2016 | BRIT Awards             | «Up»                     | Mejor sencillo británico             | Nominado  | [ 65 ]          |